# All of Me (canción de Ruth Etting)

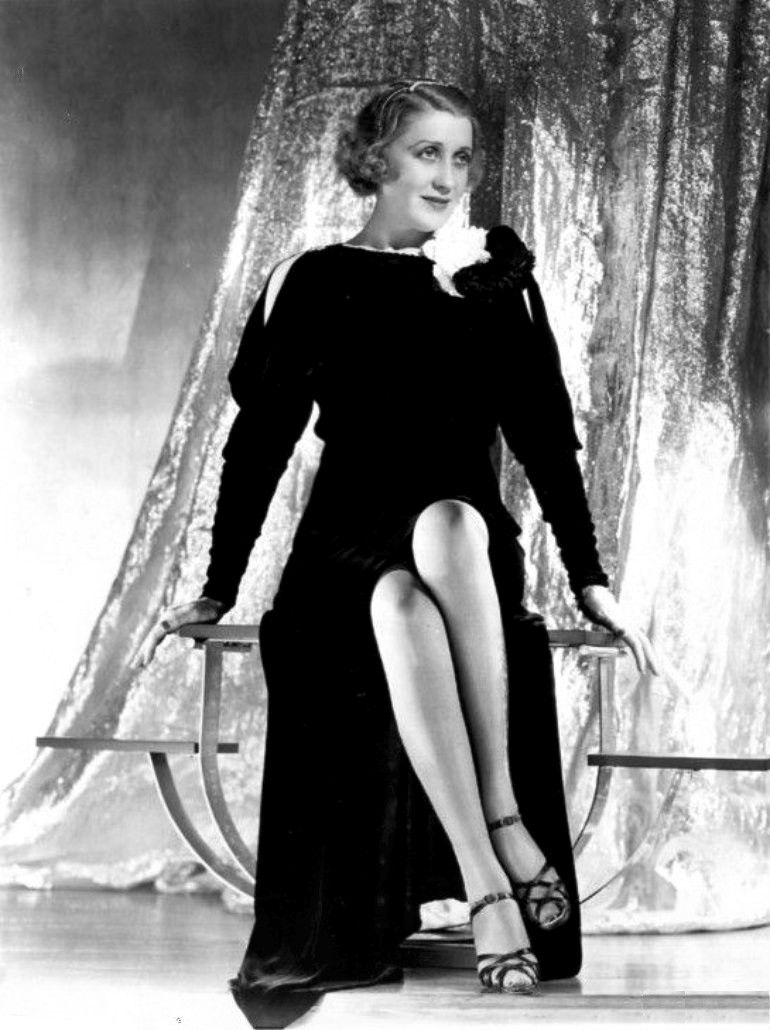
La cantante y actriz de Nebraska Ruth Etting, que popularizó el tema en los años '30

All of Me es una canción popular y un estándar de jazz escrito por Gerald Marks y Seymour Simons en 1931.
Grabado por primera vez por Belle Baker, en diciembre de 1931 fue grabada por la famosa cantante de los años 20 y 30 Ruth Etting. Con el paso de los años se ha convertido en una de las canciones más grabadas de mundo del jazz, con versiones de músicos tan notables como Paul Whiteman, Billie Holiday, Louis Armstrong, Frank Sinatra, Django Reinhardt y Willie Nelson. En los últimos años ha sido también adoptada por Pia Zadora y Anne Murray. Incluso en 1996, el grupo NOFX realizó una adaptación de la misma al estilo Punk Rock.

## Composición y características
El tema tiene una estructura AB (en realidad ABAC) y se escribió originalmente en la tonalidad de Si bemol mayor. Hay una introducción de veinte compases, pero normalmente se omite.
Según Ted Gioia, «la melodía [...] combina las posibilidades contradictorias de la canción. Los impulsos descendentes de las frases iniciales insinúan desesperación emocional mientras que la línea final, con sus notas altas repetidas, parece casi jubilosa».
Se suele interpretar a un tempo medio. La armonía es relativamente sencilla y ha servido de base para «Line Up» de Lennie Tristano, «Background Music» de Warne Marsh y «Lo Flame» de Bill Dobbins.
En 2000, "All of Me" recibió el premio Towering Song Award del Salón de la Fama de los Compositores.

## Estructura armónica
"All of Me" aparece en la mayoría de las versiones del Real Book, desarrollada, generalmente como un swing a tiempo medio.
Los acordes comúnmente aceptados son:
| A | C7M | %   | E7       | %        |
| A | A7  | %   | Dm7      | %        |
| A | E7  | %   | Am7      | %        |
| A | D7  | %   | Dm7      | G7       |
| B | C7M | %   | E7       | %        |
| B | A7  | %   | Dm7      | %        |
| B | F7  | Fm7 | C7M Em7  | A7       |
| B | Dm7 | G7  | C6 (E♭O7 | Dm7 G7 ) |

Una alternativa es:
| A | C6            | %      | E7  | %         |
| A | A7            | %      | Dm7 | %         |
| A | Bø Dø         | FO7 E7 | Am7 | %         |
| A | D13 D7#9#5 D9 | D9     | Dm7 | G7 G7+    |
| B | C6            | %      | E7  | %         |
| B | A7            | %      | Dm7 | %         |
| B | F6            | B♭13   | C7M | A9        |
| B | Dm7           | G13    | C6  | (Dm7 G7 ) |